# Кожевников, Леонид Павлович
Леони́д Па́влович Коже́вников (1926—2017) — генерал-лейтенант ВС СССР, начальник Челябинского высшего танкового командного училища в 1978—1984 годах.

## Биография
Родился в 1926 году. Призван Ордынским районным военкоматом Новосибирской области на службу в 1944 году. Проходил службу в составе 356-го гвардейского стрелкового полка (107-я гвардейская стрелковая дивизия), участник боёв на Западном и 3-м Белорусском фронтах, войну закончил в Восточной Пруссии. Участник боёв за Оршу, Минск и Борисов. Член ВЛКСМ с 1944 года; в составе полка командовал отделением противотанковых ружей, участник боёв за высоты 484 и 616 (26 апреля 1945 года).
В 1956 году окончил Военную академию бронетанковых войск, после её окончания проходил службу на всех последовательных командно-штабных должностях. С 14 июня 1969 года по 2 июля 1970 года — командир 45-й гвардейской стрелковой дивизии в звании полковника. Со 2 июля 1970 по 25 июня 1974 года — командир 10-й гвардейской танковой дивизии в звании генерал-майора (произведён 6 ноября 1970 года). В 1978—1984 годах — начальник Челябинского высшего танкового командного училища. После командования училищем продолжал службу советником во Вьетнаме. Генерал-лейтенант танковых войск (16 декабря 1982 года), генерал-лейтенант (26 апреля 1984 года).
Умер в 2017 году. Похоронен на Серафимовском кладбище Санкт-Петербурга.

## Награды
- Орден Красного Знамени — за успешное руководство дивизией[2]
- Орден Отечественной войны II степени (6 апреля 1985)[5]
- Медаль «За отвагу» (19 июня 1945) — за образцовое выполнение заданий Командования на фронте в борьбе с немецкими захватчиками и проявленные при этом доблесть и мужество[b][4]
- Орден Красной Звезды (дважды)[6]
- Орден «За службу Родине в Вооружённых Силах СССР» III степени[6]
- Медаль «За боевые заслуги»[7]
- Медаль «Двадцать лет Победы в Великой Отечественной войне 1941—1945 гг.»[7]
- Медаль «Тридцать лет Победы в Великой Отечественной войне 1941—1945 гг.»[7]
- Медаль «Сорок лет Победы в Великой Отечественной войне 1941—1945 гг.»[7]
- Медаль «50 лет Победы в Великой Отечественной войне 1941—1945 гг.»[7]
- Медаль «60 лет Победы в Великой Отечественной войне 1941—1945 гг.»
- Медаль «65 лет Победы в Великой Отечественной войне 1941—1945 гг.»[6]
- Медаль «70 лет Победы в Великой Отечественной войне 1941—1945 гг.»
- Медаль «30 лет Советской Армии и Флота»[7]
- Медаль «40 лет Вооружённых Сил СССР»[7]
- Медаль «50 лет Вооружённых Сил СССР»[7]
- Медаль «60 лет Вооружённых Сил СССР»[7]
- Медаль «70 лет Вооружённых Сил СССР»[7]
- Медаль «За безупречную службу» I, II и III степени[7]

## Комментарии
1. ↑  По другим данным — 1924 год[1]
2. ↑  Представлялся к ордену Славы III степени[4]